# Powstania kazymskie
Powstania kazymskie (ros. Казымские восстания) – antysowieckie wystąpienia zbrojne w Ostiako-Wogulskim Okręgu Narodowościowym w latach 1931–1934.
W grudniu 1931 r. w ujściu rzeki Wasiugan odbył się zjazd przedstawicieli Ostiaków i Nieńców. Zebrało się około 40 osób. Postanowiono "wyrzucić Rosjan z tundry". 28 grudnia 150-osobowy oddział wyruszył ze wsi Chullor w 2 grupach. Jedna zabrała ze wsi Amnia dzieci i zmusiła do zamknięcia miejscowej szkoły. Druga ruszyła w kierunku wsi Połnowaty, zamierzając połączyć się z oddziałami Ostiaków. 8 stycznia 1932 r. doszło tymczasem do rozmów przedstawicieli Ostiaków z miejscowymi władzami. Zażądali zwolnienia personelu rady narodowościowej, której przewodniczącego O. Jernychowa oskarżali o nierespektowanie ich praw. Nowym przewodniczącym został P. Spiridionow. Władze poszły też na inne ustępstwa. Doprowadziło to do rozpuszczenia oddziałów powstańczych. 
Na początku 1933 r. kilkunastu kułaków, zagrożonych aresztowaniem przez OGPU, którzy brali udział w wystąpieniu na przełomie 1931/1932 r., zbiegło na południe. 4 kułaków zostało jednak schwytanych. Wiosną z Ostiaków i miejscowych Rosjan władze stworzyły brygadę rybacką, aby łowić ryby w jeziorze Numto. Na środku jeziora znajdowała się jednak święta wyspa Nieńców, dlatego przegnali oni rybaków. W czerwcu zażądali oni uwolnienia 4  aresztowanych kułaków. Wśród miejscowej ludności zaczęły być rozpowszechniane plotki o bliskim desancie wojsk Białych i wygnania z Dalekiej Północy bolszewików. Jesienią we wsi Łunch-Chot zebrało się ponad 30 Ostiaków, którym szamani wmówili, że skoro wkrótce mają wylądować Biali, muszą wyruszyć w głąb tundry, aby połączyć się z przedstawicielami innych ludów. W listopadzie zostały sformowane uzbrojone oddziały. Na ich czele stanął wódz Ostiaków J. Bandymow. Postanowiono aresztować miejscowych Rosjan, a następnie przekazać ich władzom na wymianę za 4 aresztowanych kułaków. 3 grudnia na rozmowy z powstańcami przybyła delegacja miejscowych władz na czele z przewodniczącym bierezowskiego raispołkomu Astrachancewem. Zostali oni jednak aresztowani i zabici. 18 grudnia powstańcy wyruszyli nad jezioro Numto, ale zawrócili po uzyskaniu informacji, że nadchodzi oddział specjalny OGPU. Doszło do potyczki, w której zginęło 3 członków oddziału i 2 powstańców. Część szamanów zaapelowała do powstańców o rozformowanie oddziałów i powrót do domów, co nastąpiło. W lutym OGPU aresztowało 88 Ostiaków i Nieńców. Pod koniec czerwca 49 spośród nich zostało skazanych na wieloletni pobyt w łagrach. 